# MAN A11
De MAN A11 of MAN NG 262/272.2/312 is een gelede bustype, geproduceerd door de Duitse busfabrikant MAN van 1992 tot 1999. De bus was bedoeld voor stedelijk gebruik en had een volledig lage vloer.
In 1992 werd de MAN NG 272 gewijzigd in uiterlijk. Net als bij de MAN NL 202 werden bij de NG 272 de podesten in het voorste deel verwijderd. Vanaf toen werd de NG 272 aangeduid als A11 (NG 272/312).

## Inzet
De bussen werden ingezet in verschillende landen, waaronder Duitsland en Luxemburg.
| Bedrijf            | Serie     | Aantal    | Inzet                     | Opmerking |
| Duitsland          | Duitsland | Duitsland | Duitsland                 | Duitsland |
| ------------------ | --------- | --------- | ------------------------- | --- |
| BoGeStra           | 0299      | 1         | Ruhrgebied                | Leenwagen |
| BoGeStra           | 9261-9280 | 20        | Ruhrgebied                | 9261-9264 waren City-Express bussen                                                                                                |
| BoGeStra           | 9361-9363 | 3         | Ruhrgebied                | |
| BoGeStra           | 9368      | 1         | Ruhrgebied                | |
| BoGeStra           | 9461-9471 | 11        | Ruhrgebied                | |
| BoGeStra           | 9561-9567 | 7         | Ruhrgebied                | |
| BoGeStra           | 9997      | 1         | Ruhrgebied                | Leenwagen |
| DSW                | 1481-1493 | 13        | Dortmund                  | |
| DSW                | 1601-1604 | 4         | Dortmund                  | |
| DSW                | 1951-1953 | 3         | Dortmund                  | |
| DSW                | 1955-1956 | 2         | Dortmund                  | |
| EVAG               | 3801-3816 | 16        | Metropoolgebied Rijn-Ruhr | |
| HCR                | 65        | 1         | Metropoolgebied Rijn-Ruhr | |
| HCR                | 70-73     | 4         | Metropoolgebied Rijn-Ruhr | |
| MVG                | 001-012   | 12        | Mülheim an der Ruhr       | |
| Rheinbahn          | 8215      | 1         | Düsseldorf                | |
| Rheinbahn          | 8218-8219 | 2         | Düsseldorf                | 8218-8219, 8221-8249 zijn de modernere versie                                                                                      |
| Rheinbahn          | 8221-8249 | 29        | Düsseldorf                | 8218-8219, 8221-8249 zijn de modernere versie                                                                                      |
| Stadtwerke Münster | 9315-9328 | 14        | Münster                   | 9315-9328 en 9415-9419 zijn van het type NG 272 9615-9618 zijn van het type NG 312 9715-9724 en 9810-9829 zijn van het type NG 262 |
| Stadtwerke Münster | 9415-9419 | 5         | Münster                   | 9315-9328 en 9415-9419 zijn van het type NG 272 9615-9618 zijn van het type NG 312 9715-9724 en 9810-9829 zijn van het type NG 262 |
| Stadtwerke Münster | 9615-9618 | 3         | Münster                   | 9315-9328 en 9415-9419 zijn van het type NG 272 9615-9618 zijn van het type NG 312 9715-9724 en 9810-9829 zijn van het type NG 262 |
| Stadtwerke Münster | 9715-9724 | 10        | Münster                   | 9315-9328 en 9415-9419 zijn van het type NG 272 9615-9618 zijn van het type NG 312 9715-9724 en 9810-9829 zijn van het type NG 262 |
| Stadtwerke Münster | 9810-9829 | 20        | Münster                   | 9315-9328 en 9415-9419 zijn van het type NG 272 9615-9618 zijn van het type NG 312 9715-9724 en 9810-9829 zijn van het type NG 262 |
| WSW                | 9761-9775 | 15        | Wuppertal                 | |
| Luxemburg          |           |           |                           | |
| AVL                | 71-83     | 13        | Stadsdienst Luxemburg     | Buiten dienst |
| Sales-Lentz        | B 0201    | 1         | Streekvervoer             | Buiten dienst |
| Sales-Lentz        | B 0567    | 1         | Streekvervoer             | Buiten dienst |
| Sales-Lentz        | B 0568    | 1         | Streekvervoer             | Buiten dienst |
| Sales-Lentz        | BU 562    | 1         | Streekvervoer             | Buiten dienst |